# Challenger de Tenerife II 2024
El torneo Tenerife Challenger II 2024 fue un torneo de tenis perteneció al ATP Challenger Tour 2024 en la categoría Challenger 75. Se trató de la 6ª edición; el torneo tuvo lugar en la ciudad de Tenerife (España), desde el 19 hasta el 25 de febrero de 2024 sobre pista dura al aire libre.

## Jugadores participantes del cuadro de individuales
| Favorito | País                        | Jugador                    | Rank1 | Posición en el torneo |
| -------- | --------------------------- | -------------------------- | ----- | --------------------- |
| 1        | Bandera de Hungría          | Zsombor Piros              | 128   | Primera ronda         |
| 2        | Bandera de los Países Bajos | Jesper de Jong             | 141   | Segunda ronda         |
| 3        | Bandera de España           | Pablo Llamas Ruiz          | 147   | Primera ronda         |
| 4        | Bandera de Austria          | Filip Misolic              | 162   | Primera ronda         |
| 5        | Bandera de Italia           | Matteo Gigante             | 183   | CAMPEÓN               |
| 6        | Bandera vacío               | Ilya Ivashka               | 186   | Baja                  |
| 7        | Bandera de Argentina        | Santiago Rodríguez Taverna | 196   | Segunda ronda         |
| 8        | Bandera de Italia           | Franco Agamenone           | 205   | Segunda ronda         |

- 1 Se ha tomado en cuenta el ranking del 12 de febrero de 2024.

### Otros participantes
Los siguientes jugadores recibieron una invitación (wild card), por lo tanto ingresan directamente al cuadro principal (WC):
- Martín Landaluce
- Nikolás Sánchez Izquierdo
- Richard Zusman

Los siguientes jugadores ingresan al cuadro principal tras disputar el cuadro clasificatorio (Q):
- Adrian Andreev
- Raúl Brancaccio
- Steven Diez
- Giovanni Fonio
- August Holmgren
- David Jordà Sanchis

## Campeones

### Individual Masculino
- Matteo Gigante derrotó en la final a  Stefano Travaglia por 6–2, 6–4

### Dobles Masculino
- Petr Nouza /  Patrik Rikl derrotaron en la final a  Sander Arends /  Sem Verbeek por 6–4, 4–6, [11–9]